# خس‌نشین اترتون
خس‌نشین اترتون (نام علمی: Sericornis keri) نام یک گونه از سرده خس‌نشین‌ها است.